# Jan Nikodem Jaroń
Jan Nikodem Jaroń, pseudonim Nikodem Arios (ur. 3 maja 1881 w Jastrzygowicach, zm. 1 sierpnia 1922 w Lublińcu) – poeta i dramatopisarz, walczył w III powstaniu śląskim.

## Życiorys
Urodził się w rodzinie chłopskiej. Po ukończeniu szkoły elementarnej w Jastrzygowicach uczęszczał w latach 1896–1900 do niemieckiego gimnazjum w Bytomiu. Za manifestowanie polskości został z gimnazjum usunięty. Rozpoczął studia na wydziale filologicznym Uniwersytetu Wrocławskiego. Zadebiutował wierszem Przyroda w jesieni, zamieszczonym na łamach gazety „Górnoślązak” w 1902 r. W tym czasie podjął także twórczość dramatyczną, pisząc satyryczną komedię obyczajową wierszem pt. Eleuzis, nigdy nieopublikowaną. W 1904 r. przebywał na kuracji zdrowotnej w Szwajcarii. Egzamin dojrzałości zdał jako eksternista w Wertheim i w 1905 r. zapisał się na wydział prawa Uniwersytetu Wrocławskiego. Z powodu trudności materialnych przerwał studia i pracował jako korepetytor w domach ziemiańskich: w Turwi pod Kościanem i w Ruszczy pod Krakowem. Nawiązał współpracę z „Zaraniem Śląskim”, gdzie w latach 1907–1912 ogłaszał swoje wiersze. W 1910 r. zamieszkał we Lwowie i zawarł tam bliższą znajomość z Janem Kasprowiczem. W 1911 r. w „Kłosach”, literackim dodatku do katowickiej „Gazety Ludowej”, ogłosił siedem opowiadań. Ukończył prawo na Uniwersytecie Lwowskim i w 1914 r. uzyskał tytuł doktora. Po wybuchu I wojny światowej zrzekł się obywatelstwa niemieckiego i powrócił na Śląsk. W czasie wojny mieszkał i tworzył, z braku środków do życia, na probostwie we Włochach w powiecie namysłowskim, u ks. Antoniego Roboty. Tu powstała jego najgłośniejsza praca - dramat "Konrad Kędzierzawy" W latach 1918–1921 aktywnie uczestniczył w ruchu polskim na Górnym Śląsku; pisał także wiersze patriotyczno-agitacyjne. Od 1919 r. mieszkał w Opolu, gdzie często pisywał do „Gazety Opolskiej” i „Nowin Codziennych”, gdzie polemizował z prasą niemiecką w związku z przygotowaniami do plebiscytu. Pracował w Biurze Informacyjnym dla Koalicji w Katowicach, potem jako działacz plebiscytowy w Bytomiu i powiecie kluczborskim. Brał udział w III powstaniu śląskim, uczestniczył w zajęciu Olesna. Po zakończeniu działań wojennych przebywał w Ostrowie Wielkopolskim, gdzie pracował jako aplikant sądowy.

## Twórczość
- Wywłaszczenie (1912 r.)[3] – o oporze polskich chłopów na Śląsku przed wywłaszczeniami
- Konrad Kędzierzawy (1920 r.)[4] – dramat z dziejów Śląska
- Wojski św. Jadwigi (1931 r.) – 5 obrazków dramatycznych z dziejów śląskich
- Z pamiętnika górnoślązaka… (1932 r.) – zbiór liryków
- opowiadania